# Attilio Bettega
Attilio Bettega (Molveno, 19 febbraio 1953 – Zerubia, 2 maggio 1985) è stato un pilota di rally italiano.

## Biografia

Bettega al volante della Lancia Beta Montecarlo Volumex al Giro Automobilistico d'Italia del 1980

Cominciò la carriera agonistica nel 1972 con una Fiat 128 Rally della sua famiglia. Successivamente guidò nel biennio 1973-1974 una Fiat 128 Coupé, nel 1975 una Opel Ascona A e nel 1976 una Opel Kadett GT/E.
L'occasione arrivò nel 1977 quando conquistò il premio messo in palio per il vincitore del Trofeo A112. Successivamente, al volante di una Lancia Stratos, si classificò secondo assoluto dietro al plurititolato Sandro Munari nel Rally Valle d'Aosta. Venne così ingaggiato dal gruppo Fiat, con il quale si affermò più volte a livello nazionale e internazionale al volante di varie vetture, dalla 131 Abarth Rally alla Ritmo. Nei suoi anni successivi nella squadra corse Lancia terminò quattro volte sul podio di rally validi per il campionato del mondo: l'ultimo podio rappresentò il suo migliore risultato, una seconda piazza nel Rally d'Italia del 1984.
Durante la stagione 1985 partecipò al Safari Rally e al Tour de Corse. Proprio in Corsica, nella quarta prova speciale del rally, Bettega perse il controllo della sua Lancia Rally 037 che si schiantò contro un albero, stoppando bruscamente la vettura che era in procinto di cadere in fondo a un burrone: l'impatto avuto dall'auto, che si spezzò in due per tutta la sua lunghezza, fu fatale per il pilota che rimase ucciso sul colpo, mentre il suo navigatore Maurizio Perissinot ne uscì illeso.
L'incidente di Bettega attirò l'attenzione sulla sicurezza delle vetture del Gruppo B. Esattamente un anno dopo, ancora durante il Tour de Corse, il suo compagno di squadra Henri Toivonen, pure lui al volante dell'auto numero quattro, rimase ucciso a sua volta insieme al navigatore Sergio Cresto, nell'incendio della loro Lancia Delta S4 uscita di strada e caduta in fondo a un burrone. Questa tragedia, unita ad altre precedenti e successive, portò la FIA a porre il bando definitivo del Gruppo B.
Bettega venne sepolto nel suo paese natale, Molveno. A lui fu dedicato l'omonimo Memorial che si svolse annualmente dal 1985 al 2017 al Motor Show di Bologna. Il figlio Alessandro seguì le orme paterne divenendo anch'egli pilota di rally.

## Risultati nel WRC
| 1978 | Scuderia       | Vettura           |  |  |  |  |  |  |  |     |  |     |  |  |  |  |  |  | Punti | Pos. |
| ---- | -------------- | ----------------- |  |  |  |  |  |  |  | --- |  | --- |  |  |  |  |  |  | ----- | ---- |
| 1978 | Grifone Genova | Lancia Stratos HF |  |  |  |  |  |  |  | Rit |  | Rit |  |  |  |  |  |  |       |      |

| 1979 | Scuderia | Vettura                       |     |  |  |  |  |  |  |  |   |  |  |  |  |  |  |  | Punti | Pos. |
| ---- | -------- | ----------------------------- | --- |  |  |  |  |  |  |  | - |  |  |  |  |  |  |  | ----- | ---- |
| 1979 |          | Fiat Ritmo 75 Fiat 131 Abarth | Rit |  |  |  |  |  |  |  | 3 |  |  |  |  |  |  |  | 12    | 19º  |

| 1980 | Scuderia               | Vettura                       |   |  |     |  |   |     |  |  |   |     |  |  |  |  |  |  | Punti | Pos. |
| ---- | ---------------------- | ----------------------------- | - |  | --- |  | - | --- |  |  | - | --- |  |  |  |  |  |  | ----- | ---- |
| 1980 | Fiat Italia River Team | Fiat Ritmo 75 Fiat 131 Abarth | 6 |  | Rit |  | 8 | Rit |  |  | 6 | Rit |  |  |  |  |  |  | 15    | 19º  |

| 1981 | Scuderia         | Vettura                       |     |  |     |  |  |   |  |  |  |     |  |  |  |  |  |  | Punti | Pos. |
| ---- | ---------------- | ----------------------------- | --- |  | --- |  |  | - |  |  |  | --- |  |  |  |  |  |  | ----- | ---- |
| 1981 | Fiat Auto Torino | Fiat Ritmo 75 Fiat 131 Abarth | Rit |  | Rit |  |  | 3 |  |  |  | Rit |  |  |  |  |  |  | 12    | 20º  |

| 1982 | Scuderia       | Vettura          |  |  |  |  |     |  |  |  |  |  |  |  |  |  |  |  | Punti | Pos. |
| ---- | -------------- | ---------------- |  |  |  |  | --- |  |  |  |  |  |  |  |  |  |  |  | ----- | ---- |
| 1982 | Martini Racing | Lancia 037 Rally |  |  |  |  | Rit |  |  |  |  |  |  |  |  |  |  |  | 0     |      |

| 1983 | Scuderia       | Vettura          |  |  |  |  |   |   |   |  |  |   |  |  |  |  |  |  | Punti | Pos. |
| ---- | -------------- | ---------------- |  |  |  |  | - | - | - |  |  | - |  |  |  |  |  |  | ----- | ---- |
| 1983 | Martini Racing | Lancia 037 Rally |  |  |  |  | 4 | 5 | 3 |  |  | 3 |  |  |  |  |  |  | 42    | 7º   |

| 1984 | Scuderia       | Vettura          |   |  |   |  |   |   |  |  |  |   |  |  |  |  |  |  | Punti | Pos. |
| ---- | -------------- | ---------------- | - |  | - |  | - | - |  |  |  | - |  |  |  |  |  |  | ----- | ---- |
| 1984 | Martini Racing | Lancia 037 Rally | 5 |  | 3 |  | 7 | 4 |  |  |  | 2 |  |  |  |  |  |  | 49    | 5º   |

| 1985 | Scuderia       | Vettura          |  |  |  |     |     |  |  |  |  |  |  |  |  |  |  |  | Punti | Pos. |
| ---- | -------------- | ---------------- |  |  |  | --- | --- |  |  |  |  |  |  |  |  |  |  |  | ----- | ---- |
| 1985 | Lancia Martini | Lancia 037 Rally |  |  |  | Rit | Rit |  |  |  |  |  |  |  |  |  |  |  | 0     |      |

| Legenda | 1º posto | 2º posto | 3º posto | A punti | Senza punti | Ritirato | Squalificato | NP=Non partito C=Gara cancellata | Apice=Power stage |